# Pensiangan

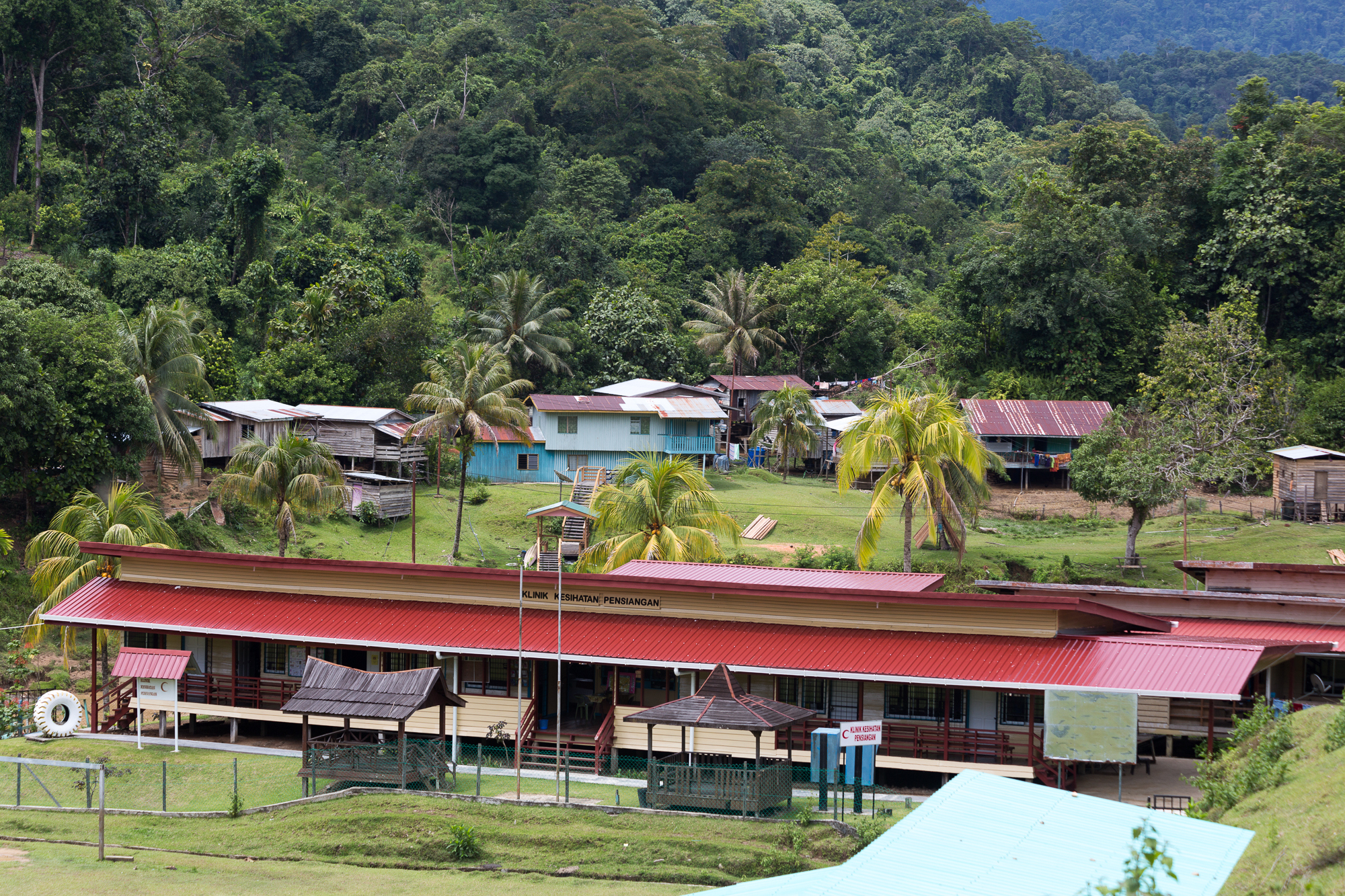
Klinik

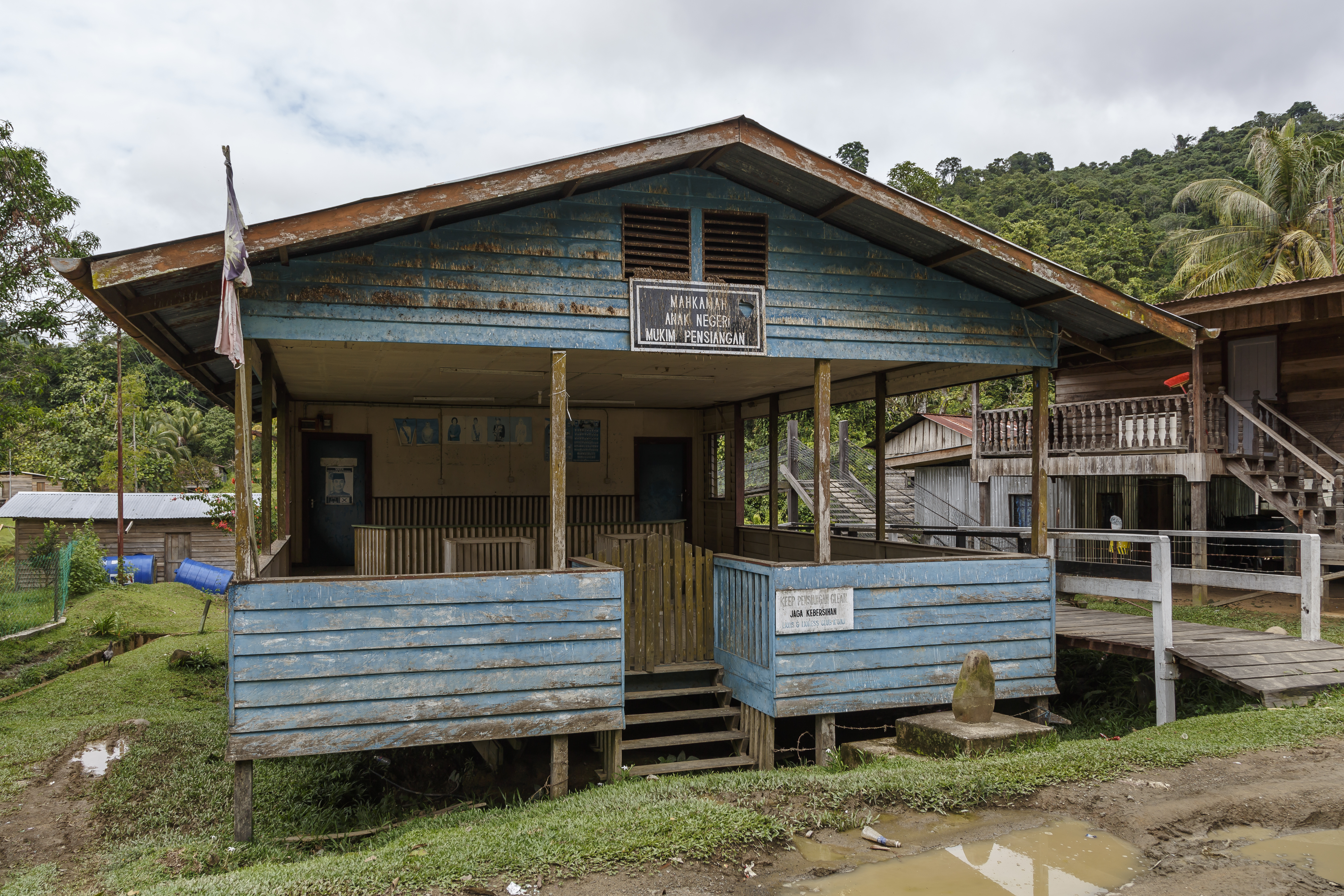
Native Court Pensiangan

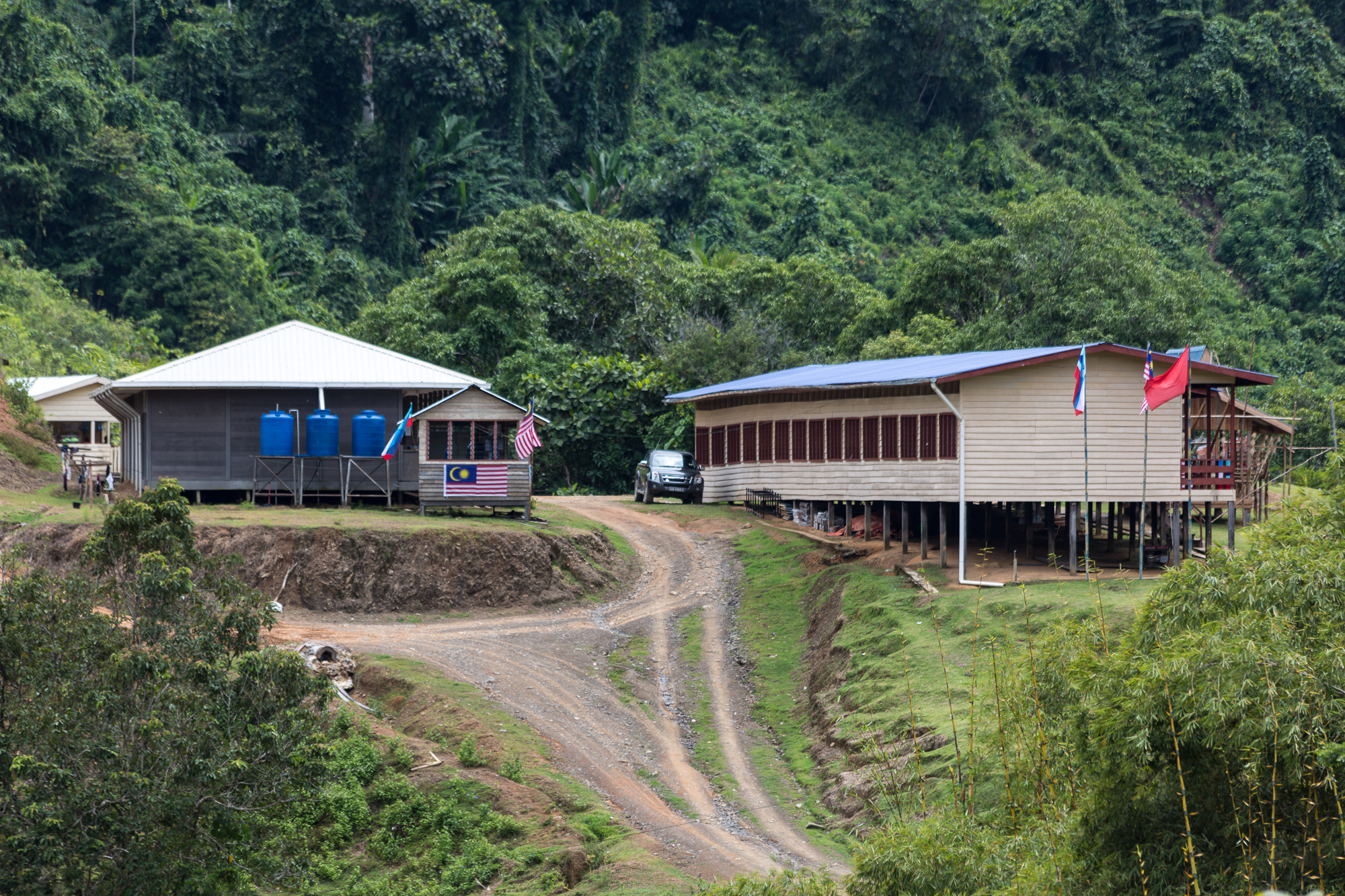
Primarschule SRK Pensiangan

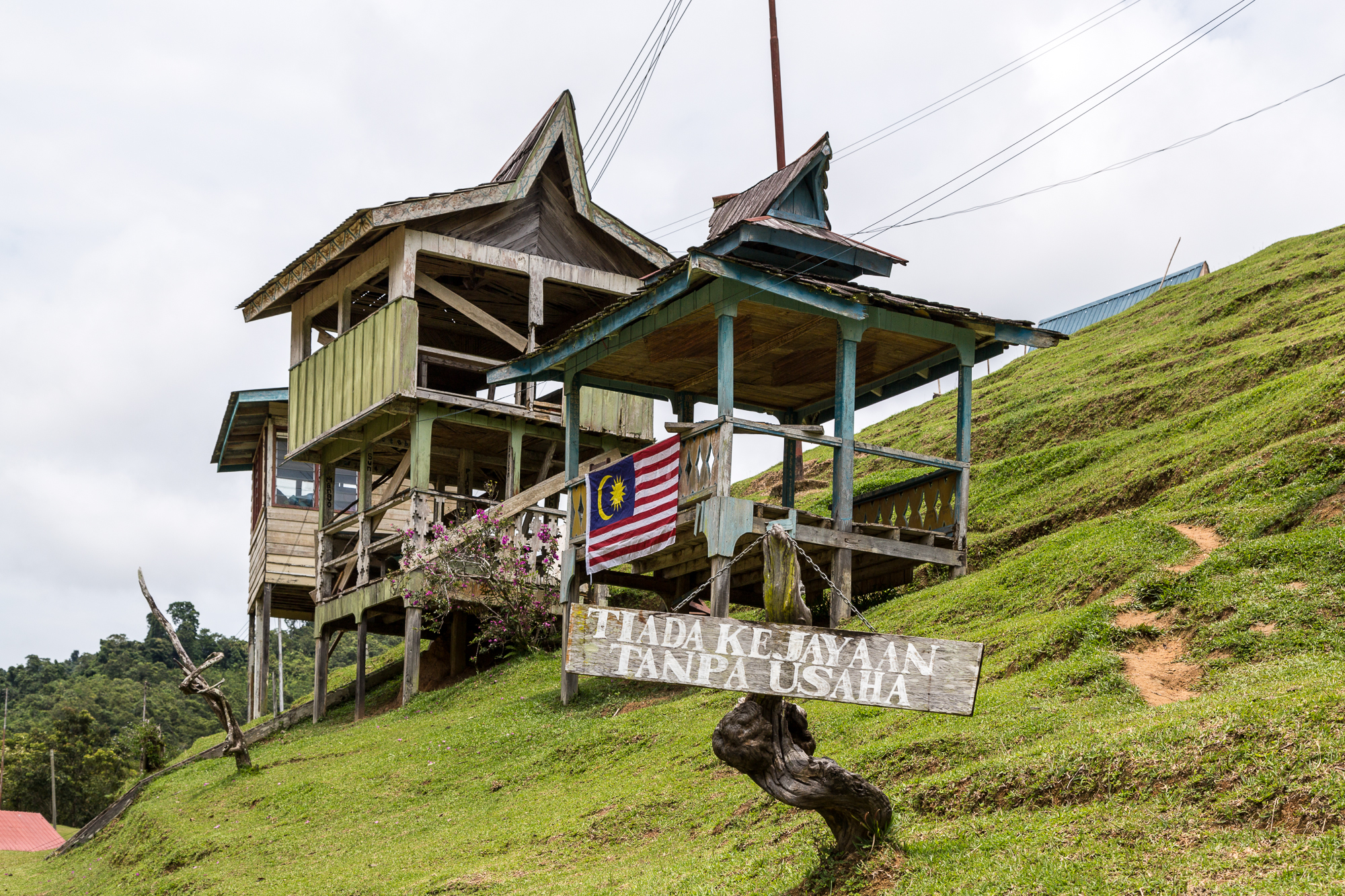
Die Hütten ("Pondok") werden von den Schülern im Rahmen einer handwerklichen Unterweisung errichtet.

Pensiangan ist eine Kleinstadt im malaysischen Bundesstaat Sabah. Die Stadt liegt etwa 160 Kilometer Luftlinie südlich der Hauptstadt Kota Kinabalu und ist Teil des Gebietes Interior Division. Verwaltungstechnisch gehört sie zum Distrikt Nabawan.

## Geschichte
Pensiangan gab ursprünglich dem Distrikt Nabawan, der bis 2004 Pensiangan District hieß, seinen Namen.
1957 eröffnete die Kolonialverwaltung ein district office in Pensiangan. Da es keine Straßen in diesem Gebiet gab, kam als Fortbewegungsmittel nur die Reise im Boot mit Außenborder, auf dem Rücken eines Pferdes oder zu Fuß infrage. Die district officers, die in Pensiangan stationiert waren, waren daher mit Pferden ausgestattet, um ihren Dienst ausüben zu können. Als telefonische Verbindung zur Außenwelt diente ein entlang des Fußwegs von Keningau nach Pensiangan verlegtes stromloses Kabel, an das bei Bedarf Telefonapparate angeklemmt werden konnten. Zum ersten district officer wurde Anfang 1957 I.C. Peck ernannt. Im Frühjahr 1974 wurde das District Office in das frisch gegründete Nabawan verlegt.

## Demografie
Die Bevölkerung von Pensiangan beträgt laut der letzten Zählung im Jahr 2010 307 Einwohner und besteht fast ausschließlich aus Murut, die die größte ethnische Gruppe stellen. Allerdings ist in den ländlichen Gegenden Sabahs zu berücksichtigen, dass sich die Mehrzahl der Bevölkerung weitläufig im Gesamtgebiet eines Distrikts verteilt.

## Infrastruktur

### Straßenanbindung
Pensiangan gehört zu den entlegensten Kleinstädten Sabahs. Der einzige Zugang über die Straße ist von Sapulut aus möglich, jedoch erfordert der Zustand der unbefestigten Straße ein geländetaugliches Fahrzeug mit hoher Bodenfreiheit, da außerdem zweimal ein Flusslauf durchquert werden muss. Pensiangan kann von Sapulut aus auch mit dem Boot erreicht werden.

### Schule
Die „Sekolah Rendah Kebangsaan Pekan Pensiangan“ ist eine nationale Primarschule mit sechs Klassen in der Jungen und Mädchen gemeinsam unterrichtet werden. Die Schule wurde am 18. Juni 1983 durch Alwi Haji Ahmad, den stellvertretenden Direktor des Schulamtes von Sabah, eröffnet. Die Schule gehört zu den wenigen Primarschulen, die ein angeschlossenes Schülerwohnheim haben. Dies ist dem Umstand geschuldet, dass der Einzugsbereich der Grundschule einige äußerst entlegene Siedlungen umfasst, die mehrere Stunden entfernt und nur mit dem Boot oder fußläufig erreichbar sind.
Die Schule vermittelt neben den üblichen Unterrichtsinhalten traditionelle handwerkliche Fertigkeiten. So lernen die Schüler z. B. im "Pondok SK Pensiangan" die Errichtung traditioneller Behausungen und Dachkonstruktionen. Zur Schule gehört ein Kindergarten und eine Vorschule sowie eine Kantine für alle drei Einrichtungen.

### Klinik
Pensinagan besitzt ein kleineres Krankenhaus, die "Klinik Kesihatan Pensiangan". Für kompliziertere Eingriffe oder Notfälle müssen die Patienten mit dem Hubschrauber ausgeflogen und in das Krankenhaus in Keningau gebracht werden. Dieser Dienst wird vom Flying-Doctor-Service der Sabah Air Aviation durchgeführt. Der vor der Klinik liegende town padang dient dabei als Hubschrauberlandeplatz.

### Justiz
Pensiangan ist Sitz eines Native Court (Makhama Anak Negeri). Native Courts sprechen Recht auf Grundlage des Native Courts Enactment 1992 und unter Berücksichtigung der traditionelle Rechtsprechung der Ethnien Sabahas, die sich aus den traditionellen Gebräuchen (adat). Vor dem Native Court Pensiangan ist ein sogenannter Schwurstein (Oath Stone) aufgestellt.